# Los orilleros
 Los orilleros  es una película de Argentina filmada en Eastmancolor dirigida por Ricardo Luna según su propio guion escrito en colaboración con Jorge Luis Borges y Adolfo Bioy Casares que se estrenó el 23 de octubre de 1975 y que tuvo como actores principales a Rodolfo Bebán, Alberto Argibay, Milagros de la Vega y Oscar Ferrigno. Las escenas de exteriores se filmaron en San Antonio de Areco

## Sinopsis
La vida, costumbres y muerte de un hombre autoritario.

## Reparto
- Rodolfo Bebán
- Alberto Argibay
- Milagros de la Vega
- Oscar Ferrigno
- Antonio Grimau
- María Leal
- Inda Ledesma
- Egle Martin
- Berta Roth
- Osvaldo Terranova
- Franklin Caicedo
- Víctor Hugo Vieyra
- Jorge Villalba
- Sara Bonet
- Virginia Ameztoy

## Comentarios
Agustín Mahieu en La Opinión escribió:

”Film ambicioso pero con muchos errores….estatismo solemne que no logran borrar las escenas de violencia, domina la mayor parte de la narración y reina también en lo visual con encuadres compuestos como cuadros pictóricos .”

S.M.P. en Propósitos escribió:

”Una evaluación de las propias fuerzas y la asistencia de profesionales experimentados en el guion y el montaje, hubiera favorecido la la labor de Luna, que tuvo entre sus manos el argumento para un hermoso film.”